# Coração de Jesus (Lisboa)
Coração de Jesús era una freguesia portuguesa del municipio de Lisboa, distrito de Lisboa.

## Historia
Fue suprimida el 8 de noviembre de 2012, en aplicación de una resolución de la Asamblea de la República portuguesa al unirse con las freguesias de São José y São Mamede, formando la nueva freguesia de Santo António.

## Patrimonio
- Biblioteca y Archivo Histórico del MEPAT
- Palacio de los Condes de Redondo
- Iglesia del Convento de Santa Marta
- Palacete Conceição e Silva
- Cinema São Jorge